# Vivonne
Vivonne település Franciaországban, Vienne megyében. Lakosainak száma 4505 fő (2022. január 1.). Vivonne Anché, Aslonnes, Celle-Lévescault, Château-Larcher, Iteuil, Marçay, Marigny-Chemereau, Marnay, Voulon és Valence-en-Poitou községekkel határos.

## Népesség
A település népessége az elmúlt években az alábbi módon változott:
| Lakosok száma | 4074 | 4266 | 4405 | 4345 | 4377 | 4409 | 4437 | 4468 | 4505 |
|               | 2013 | 2015 | 2016 | 2017 | 2018 | 2019 | 2020 | 2021 | 2022 |